# Ali Aslan Gümüşay

Ali Aslan Gümüşay an der Ludwig-Maximilian-Universität München

Ali Aslan Gümüşay (*Januar 1985 in Oldenburg) ist ein Organisationswissenschaftler und Inhaber der Professur für Innovation, Entrepreneurship & Nachhaltigkeit an der Ludwig-Maximilians-Universität München sowie Forschungsgruppenleiter für Innovation, Entrepreneurship & Gesellschaft am Alexander von Humboldt Institut für Internet und Gesellschaft Berlin.

## Werdegang
Gümüşay studierte an der Universität Warwick, Sciences Po Paris und der Universität Oxford. Danach war er Berater bei der Boston Consulting Group in der Strategie- und Unternehmensberatung. Seine Promotion erhielt er von der Universität Oxford, wo er auch Lecturer für Management am Magdalen College war. Im Anschluss war Gümüşay Senior Researcher an der Universität Hamburg, Research Fellow an der Wirtschaftsuniversität Wien und Research Fellow an der University of Cambridge. Er war von 2007 bis 2012 Stipendiat der Stiftung der Deutschen Wirtschaft.

## Forschungsschwerpunkte
In seiner Forschung befasst sich Ali Aslan Gümüşay mit vier Bereichen:
1. Werte, Sinn und Hybridität in unternehmerischen Kontexten,
2. gesellschaftliche Herausforderungen, Nachhaltigkeit und neue Formen des Organisierens,
3. Digitalisierung, Management und Innovation sowie
4. Wissenschaft, Zukünfte und Impact.

Seine Forschung wurde u. a. von der DFG, BMBF, GIZ und dem DAAD gefördert.

## Mitgliedschaften
Gümüşay ist Vorstandsmitglied des LMU Innovation & Entrepreneurship Center, Vorstandsmitglied des Verbandes der Hochschullehrerinnen und Hochschullehrer für Betriebswirtschaft e. V. und Mitglied beim Deutschen Hochschulverband, der Academy of Management und der European Group of Organization Studies.

## Auszeichnungen
Ali Aslan Gümüşay wurde unter anderem mit folgenden Preisen und Stipendien ausgezeichnet:
- Avicenna Studienwerk Habilitation Scholarship (BMBF), 2018–2022
- Award of Excellence WU Vienna, 2019
- Brain City Berlin Botschafter, seit 2020
- OMT Best Published Paper Award, 2021
- Joachim Herz Stiftung Add-on Fellowship, 2022–2024
- Capital Top 40 unter 40, 2024[5]
- LMUexcellent grant, 2024
- DAAD PRIME Fellow[6]

## Publikationen (Auswahl)
- Stroehle, J. Gümüşay, A.A., Edinger-Schons, L.M. et al. 2025. A Critical Examination of Corporate Environmental and Social Impact Measurement and Valuation. Journal of Management Inquiry.
- Gümüşay, A.A. & Reinecke, J. 2024. Imagining Desirable Futures: A Call for Prospective Theorizing with Speculative Rigor.Organization Theory, 5, pp. 1–23
- Theissen, M.H., Theissen, H.H., Gümüsay, A.A., 2024. Self-Transcendent Leadership: A Meta Perspective. European Management Review, 21:4, pp. 854–870.
- Bohn, S. & Gümüşay, A.A., von Richthofen, G. & Reischauer, G. 2023. Digital Organising. Internet Policy Review, 12:4.
- Mit Juliane Reinecke: Researching for Desirable Futures: From Real Utopias to Imagining Alternatives. Ludwig-Maximilians-Universität München, 2022 urn:nbn:de:bvb:19-epub-96148-6
- Mit Bohné, T.M.: Individual and organizational inhibitors to the development of entrepreneurial competencies in universities. Research Policy. 47:2, 2018. S. 363–378.
- Embracing religions in moral theories of leadership. Academy of Management Perspectives, 33:3, 2019. S. 292–306.
- The Potential for Plurality and Prevalence of the Religious Institutional Logic. 2020. urn:nbn:de:bvb:19-epub-96156-1
- Mit Smets, M. & Morris, T.: ‘God at Work’: Engaging Central and Incompatible Institutional Logics through Elastic Hybridity. Academy of Management Journal, 63:1, 2020. doi:10.5465/amj.2016.0481 S. 124–154.
- Mit Amis, J.: Contextual Expertise and the Development of Organization and Management Theory. European Management Review, 18:1, 2021. S. 9–24.
- Mit Marti, E., Trittin-Ulbrich, H., Wickert, C. (Hrsg.): Organizing for Societal Grand Challenges. Research in the Sociology of Organizations, 2022. S. 79.
- Management Scholars of the World, Unite! Ludwig-Maximilians-Universität München, 2023. urn:nbn:de:bvb:19-epub-96270-3
- Mit Bohn, S.: Growing Institutional Complexity and Field Transition: Towards Constellation Complexity in the German Energy Field. Journal of Management Studies, 2023. S. 1–42.
- Mit Bohné, T.M, & Davenport, T.: AI and the Future of Making Management Decisions. Management & Business Review, 2024.
- Mit Theissen, M.H., Theissen, H.H.: Self-Transcendent Leadership: A Meta Perspective. European Management Review, 2024.
- Mit Meyer, R. E. & Höllerer, M. A.: Committed Actors, Institutional Complexity, and Pathways to Compromise: The Emergence of Islamic Banking in Germany. Journal of Management Studies, 2024.